# Дом Джона Генри Хаммонда
Дом Джона Генри Хаммонда — особняк на 9 East 91st Street на Верхнем Ист-Сайде в Нью-Йорке. С 1994 года здесь располагается Генеральное консульство Российской Федерации в Нью-Йорке.

## Место
Приобретение земель на Пятой авеню между 90-й и 91-й улицами Андрю Карнеги и постройка его особняка в 1901 году (который сейчас является музеем Купера-Хьюитта) стали причиной покупки Карнеги соседних земельных участков для защиты инвестиций. Карнеги также приобрел весь северный бок 91-й улицы между Пятой и Мэдисон авеню.[1] Карнеги продал участки отдельным лицам, которые согласились строить жилые дома. В 1903 году на 9 East 91st Street был построен дом Джона Х. Хаммонда, банкира из Нью-Йорка. Земля и, возможно, сам дом были свадебным подарком Хаммонда и его жене (Эмили Вандербилт Слоун) от её отца, Уильяма Дугласа Слоуна, из фирмы W. & J. Sloane.[1]

## Архитектура
Пятиэтажный городской особняк в стиле Возрождения был спроектирован фирмой Каррер и Гастингс, которые также отвечали за дизайн Главного здания Нью-Йоркской публичной библиотеки. Здание известно как одно из лучших произведений архитекторов в области жилого строительства. Дизайн здания, облицованного известняком, которое, необычно для городских особняков Манхэттена, предлагает не только фасад, но и боковую сторону, виды сильно вдохновлены элегантными деталями итальянских дворцов 16-го и 18-го веков.
На первом этаже здания присутствует выраженная полосатая рустика, мотив, который повторяется на трех этажах выше в виде колоноподобных угловых квадр-пиластров. Первый этаж, называемый главным этажом, имеет большие французские окна, пропорционально выше расположенные по отношению к окнам нижних и верхних этажей. На главном фасаде эти окна-аэдикулы имеют сегментные притаменты с фланкирующими ионическими колоннами. Дополнительное значение небольшие кованые железные балконы, поддерживаемые известняковыми карнизами. Окна второго этажа явно указывают на то, что здесь находится второстепенное помещение, в то время как окна третьего и верхнего этажей ещё меньше, что явно указывает на меньший статус, чем у этажей ниже. Верхний этаж содержит кирпичные панели и призван дополнить украшенный энтабляцией, фризом и выступающим карнизом, находящимся непосредственно над ним.
Фотографии интерьера начала XX века демонстрируют «богатый набор комнат в стиле Людовика XVI с изысканными мраморами, резьбой, гобеленами и мебелью». В доме было два лифта и безразмерное помещение для сквоша на пятом этаже, которое двум поколениям детей Хаммондов казалось идеальным местом для катания на роликах.
Хаммонды жили в доме вместе с пятью детьми и 16 служащими. Рейчел Хаммонд Брек отмечала, что мама никогда не устраивала долгие вечеринки, основным обстоятельством этого было отсутствие алкоголя в их доме. Приемные комнаты на втором этаже — бальный зал площадью 33 фута (10 м) на 64 фута (20 м), библиотека и музыкальная комната — обычно могли вмещать трехсот гостей, на концертах, которые часто включали выступления Эмили Вандербилт Слоун на фортепиано и Джона Хаммонда младшего на скрипке или альтовке. За 44 года, пока Хаммонды жили в доме, здесь играли многие великие джазмены, включая Бенни Гудмена, который позднее женился на одной из дочерей Хаммонд, Алисе.

## История
В 1946 году Хаммонды продали дом известному офтальмологу Рамону Кастровьехо, который незначительно модифицировал интерьер здания и открыл офтальмологическую клинику на двух верхних этажах. При Кастровьехо особняк стал известен своими роскошными вечеринками с участием известных личностей, включая британскую актрису Хермиону Гинголд и испанскую оперную сопрано Викторию де лос Анхелес. В 1974 году, несмотря на возражения Кастровьехо, Комиссия по сохранению памятников истории признала здание памятником истории, включив его в состав исторического района Карнеги Хилл.
СССР приобрёл дом у Кастровьехо в августе 1975 года за 1,6 миллиона долларов и сразу после покупки начали работы по реставрации здания. СССР также потратил 400 000 долларов на соседний таунхаус и 100 000 долларов на половину парковки, которая принадлежала соседней школе Конвента Святого Сердца. Уильям Глекман, ответственный за ремонтные работы в здании, отметил, что г-н Мышков, назначенный советским консулом, восхищался зданием, так как оно напоминало ему имперскую архитектуру в России. Глекман установил новую электрическую проводку, театр и систему кондиционирования воздуха. Советы также получили разрешение на установку большого кованого забора вокруг особняка и системы видеонаблюдения для контроля за улицей перед зданием. На ремонтные работы было потрачено в общей сложности 500 000 долларов до того, как Советам приказали покинуть здание в 1980 году.
После распада Советского Союза Российская Федерация вернулась в Нью-Йорк в 1992 году и обнаружила, что здание находится в плачевном состоянии. В сотрудничестве с Random House русские американцы, включая 16 мастеров из Москвы, приступили к ремонту здания и устранению множества проблем; с крыши протекала вода, скрипели половые доски, а сантехническая система, печь и лифты перестали функционировать. Консульство открылось в 1994 году.